# Leptodactylus longirostris
Leptodactylus longirostris là một loài ếch trong họ Leptodactylidae. Tên gọi bản địa của nó là sapito silbador carilargo ("long-faced whistling toadlet").
Nó được tìm thấy ở Brasil, Colombia, Guyane thuộc Pháp, Guyana, Suriname, và Venezuela. Các môi trường sống tự nhiên của chúng là các khu rừng ẩm ướt đất thấp nhiệt đới hoặc cận nhiệt đới, đồng cỏ nhiệt đới hoặc cận nhiệt đới vùng ngập nước hoặc lụt theo mùa, sông, đầm nước ngọt, đầm nước ngọt có nước theo mùa, vùng đồng cỏ, và vườn nông thôn. Nó không được xem là bị đe dọa theo IUCN.

## Hình ảnh

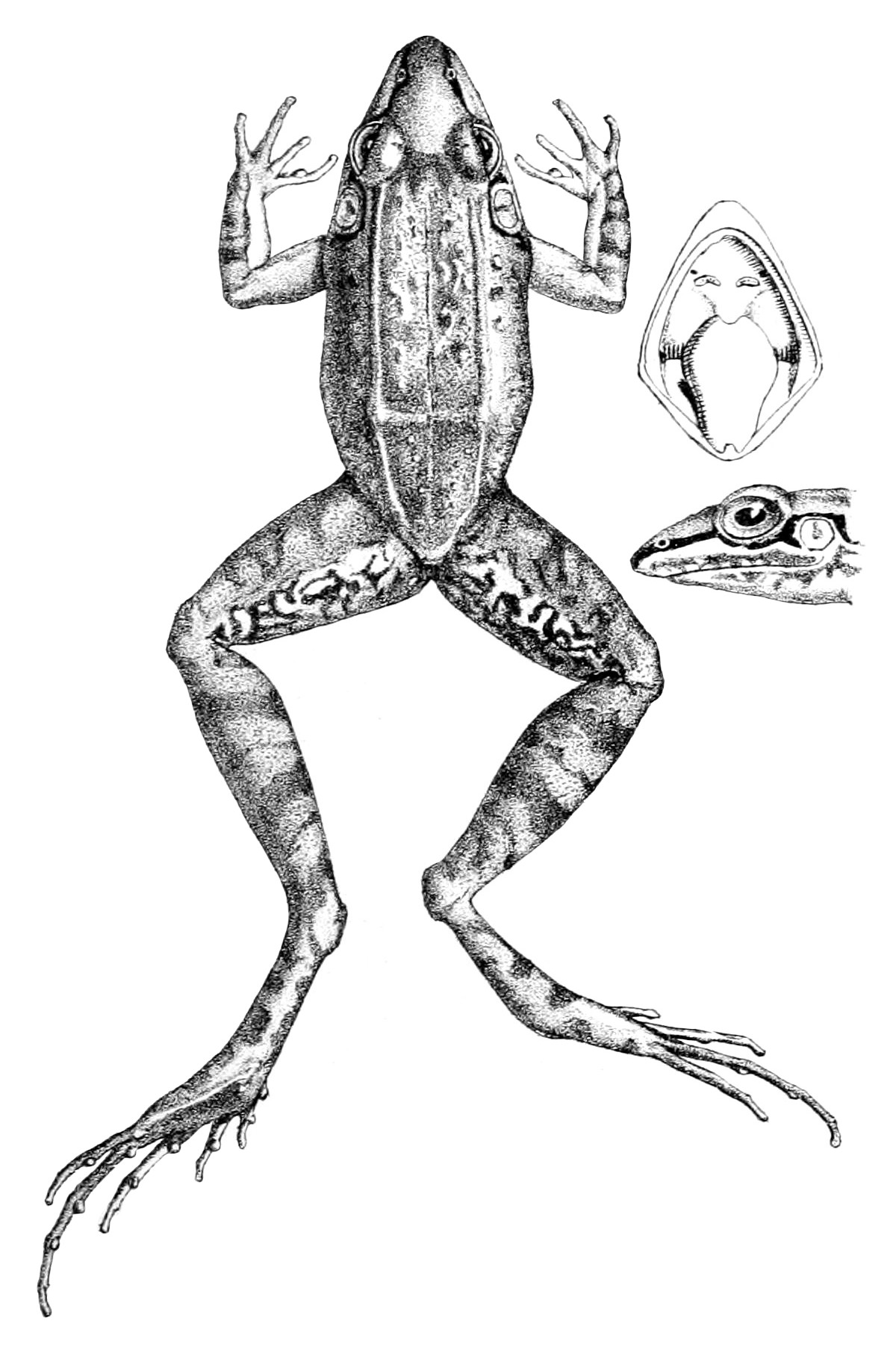